# Balatoncsicsó
Balatoncsicsó (hongrois : Balatoncsicsó [ˈbɒlɒtont͡ʃit͡ʃoː] ; allemand : Schitzenhofen) est une localité hongroise située dans le comitat de Veszprém.

## Nom et attributs

### Héraldique
Les armoiries de Balatoncsicsó ont été conçues en 1996 par l'artiste locale Alexa Szlávics, à la demande du conseil municipal.

## Site et localisation

### Topographie et hydrographie
Balatoncsicsó est un village situé à environ 8 kilomètres du lac Balaton, dans la vallée de Nivegy, une cuvette marneuse caractéristique du Haut Balaton entre Balatonfüred et Badacsony. Ce secteur est parfois désigné sous le nom de bassin de Csicsó.

## Histoire

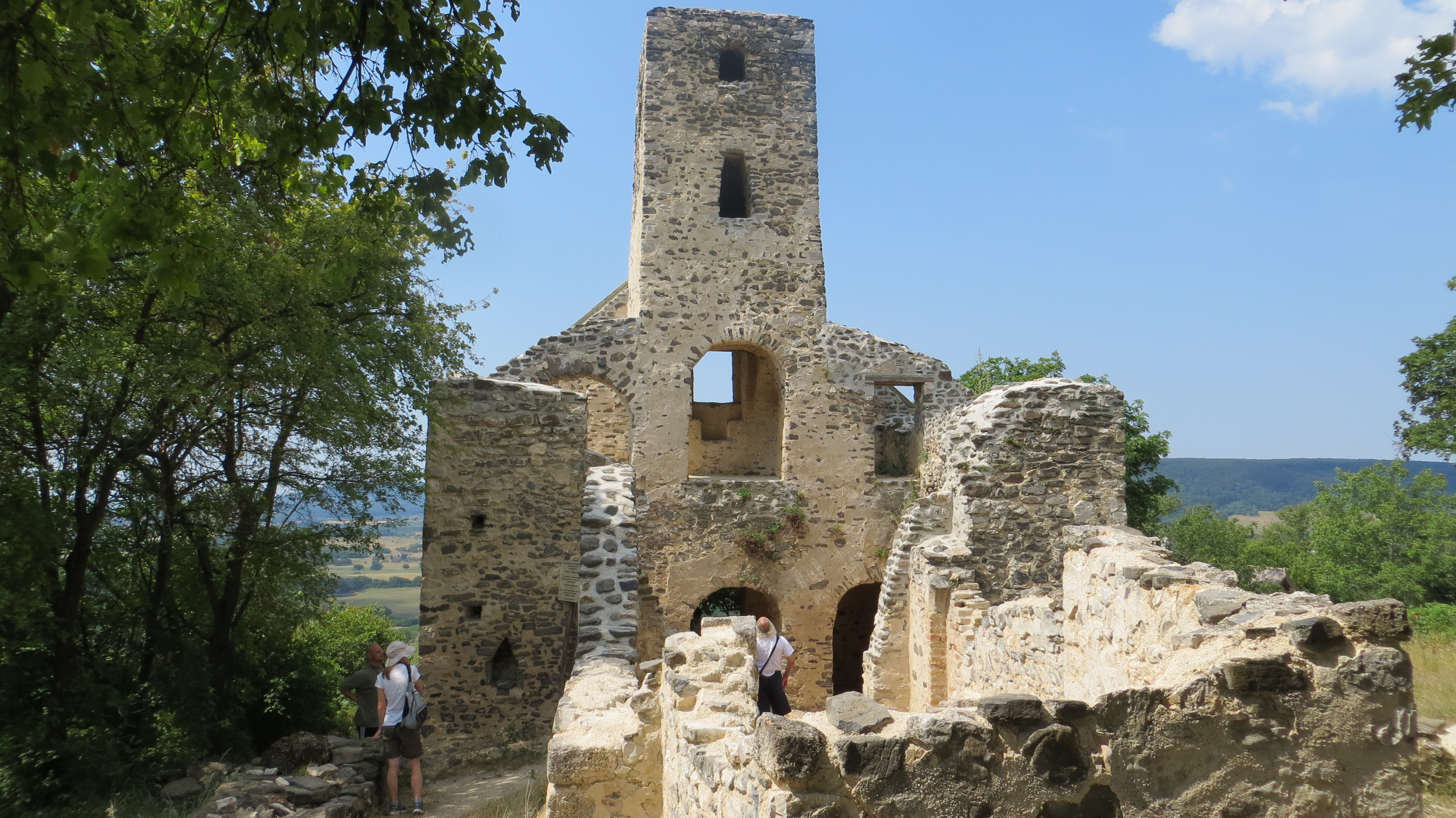
Les ruines de l'ancienne église du hameau de Szentbalázs.

Balatoncsicsó appartenait historiquement au comitat de Zala, depuis le règne du roi Étienne Ier jusqu'à la réforme administrative de 1950.
Le nom de la localité apparaît pour la première fois sous la forme Chychow dans une charte datée de 1272. Durant le Moyen Âge, plusieurs villages se trouvaient sur son territoire actuel, notamment Ároktő, Herend, Szentbereckfa et Szent Balázs-falva. L'ensemble de la vallée était alors un domaine royal, habité par des populations directement rattachées à la couronne.
Le vestige architectural le plus notable de cette époque est l'ancienne église du hameau de Szentbalázs, construite au XIIIe siècle dans le style roman, puis remaniée au XIVe siècle dans un style gothique. Les ruines de cette église, partiellement restaurées en 2001–2002, témoignent encore aujourd'hui de cette période.
Après 1526, le village tomba sous domination ottomane. Au XVIIe siècle, la population se convertit majoritairement au protestantisme réformé. La localité fut réorganisée en 1754 par des colons allemands, originaires des régions franques. L'église actuelle, dédiée à saint Augustin, fut édifiée en 1778. Au XXe siècle, la paroisse exerçait son autorité sur plusieurs localités environnantes, dont Óbudavár, Szentantalfa, Szentjakabfa et Tagyon (en 1984).

## Population

### Tendances démographiques
La population de Balatoncsicsó a connu un déclin démographique marqué depuis le XIXe siècle. En 1840, la commune comptait 1 031 habitants, dont la grande majorité (946) était de confession catholique romaine, aux côtés de 27 juifs et 58 fidèles d'autres confessions. Ce chiffre chute de moitié en l'espace de soixante-dix ans : en 1910, la population recensée n'était plus que de 464 personnes, toujours très majoritairement catholiques (456), avec une présence marginale de protestants (1 luthérien, 2 réformés) et 5 juifs.
En 1940, le recensement fait état de 450 habitants, dont 444 catholiques, 4 luthériens et 2 juifs. En 1948, la population reste stable à 448 habitants, dont 445 catholiques. La même année, l'école primaire catholique du village comptait 207 élèves, ce qui témoigne d'une proportion importante d'enfants ou de jeunes familles.
À partir de la seconde moitié du XXe siècle, la commune connaît une dépopulation continue. En 1983, elle ne comptait plus que 249 habitants, dont 230 se déclaraient catholiques. En 1990, la population descendait à 186 habitants.
L'évolution démographique entre 2013 et 2024 témoigne d'une stagnation autour de ce niveau, avec des chiffres généralement situés entre 170 et 200 habitants, selon les sources et les années, reflet d'un village stable mais à très faible densité, caractéristique de nombreux territoires ruraux du Haut Balaton.

### Minorités culturelles et religieuses
Lors du recensement de 2011, 91,8 % des habitants de Balatoncsicsó se déclaraient hongrois, 41,5 % allemands, 0,5 % bulgares et 0,5 % serbes (avec possibilité de double appartenance ; 7,7 % n'avaient pas répondu). La répartition religieuse était la suivante : 62,8 % catholiques romains, 3,9 % réformés, 1,4 % luthériens, 0,5 % gréco-catholiques, 6,8 % sans confession (21,3 % n'avaient pas répondu).
En 2022, 91,4 % des habitants se déclaraient hongrois, 23,7 % allemands, 0,8 % ukrainiens et 4,5 % d'une autre nationalité non autochtone (8,2 % n'avaient pas répondu). D'un point de vue religieux, 38 % se déclaraient catholiques romains, 4,1 % réformés, 2 % gréco-catholiques, 0,4 % luthériens, 0,8 % chrétiens d'autres confessions, 12,2 % sans confession, tandis que 42,4 % n'avaient pas répondu.

## Équipements

### Éducation
Sur le plan éducatif et environnemental, Balatoncsicsó accueille l'école forestière du Haut Balaton axée sur la découverte du patrimoine naturel de cette région.

### Vie culturelle
La Maison du potier et galerie d'art, connue sous le nom de Csicsói Kerámia, valorise l'artisanat traditionnel local, notamment la céramique. Ce lieu réunit un atelier, une galerie et un espace de médiation culturelle.

### Réseaux extra-urbains
L'accès routier à la commune s'effectue depuis la route principale 71 (via Zánka et les routes secondaires 7313 puis 7312) ou depuis la route 77 (via Nagyvázsony et la 7312). Toutefois, seul un chemin secondaire, la route 73117, permet de rejoindre directement le centre du village, en reliant Szentantalfa à Óbudavár.

## Organisation administrative
Balatoncsicsó présente une particularité territoriale rare : son territoire communal est constitué de deux zones disjointes de taille comparable. La zone nord-ouest, qui comprend le village, est limitrophe de Kapolcs ; la seconde, au sud-est, forme une enclave bordant Balatonakali, sans contact direct avec l'autre partie du territoire. La distance routière entre Kapolcs et Balatonakali dépasse 15 kilomètres.

## Patrimoine local

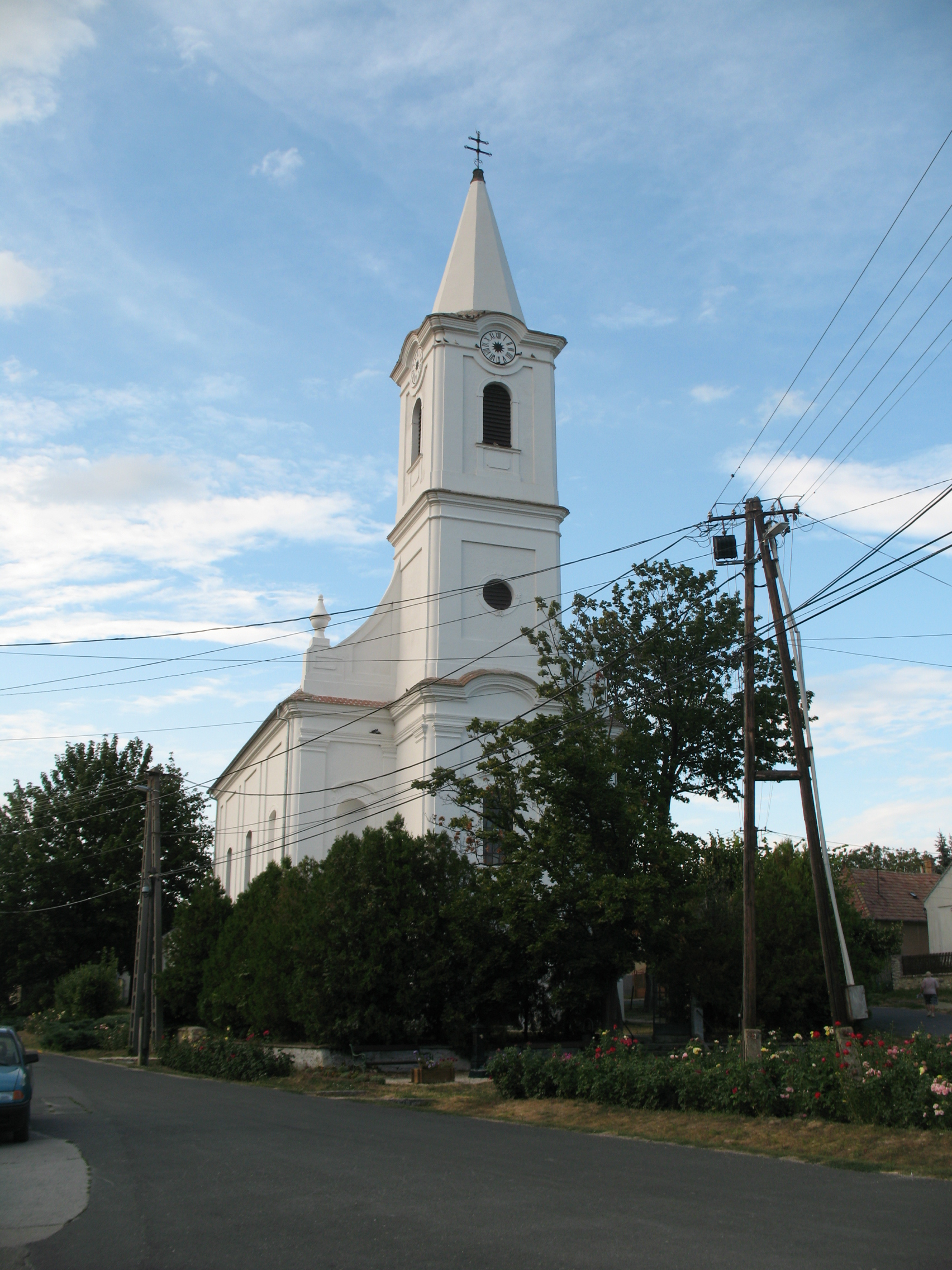
L'église Saint-Augustin.

Balatoncsicsó conserve plusieurs témoignages remarquables de son passé religieux, architectural et culturel.
Sur les hauteurs du Szent Balázs-hegy, au-dessus du village, se trouvent les ruines de l'église de Szentbalázs, jadis centre paroissial d'un village médiéval aujourd'hui disparu. Une première chapelle en bois y aurait existé, remplacée au XIIIe siècle par une église en pierre de style roman. Celle-ci fut agrandie et remaniée au XIVe siècle dans un style gothique, avec l'ajout d'une nef occidentale et d'une tour, dont subsistent des contreforts étagés. Classé monument historique, le site a fait l'objet d'une restauration partielle en 2001–2002.
Dans le centre du village s'élève l'église catholique Saint-Augustin, construite dans la seconde moitié du XVIIIe siècle dans un style baroque tardif. Elle a été modifiée au fil du temps et reste aujourd'hui le principal lieu de culte de la commune.
Un autre vestige d'importance est le temple en ruines d'Ároktő, situé dans une zone non urbanisée de la commune. Il s'agirait d'une construction romane du XIIIe siècle, mesurant à l'origine environ 12 à 15 mètres de long pour 6 à 7 mètres de large. En 2009, il en subsistait des pans de mur d'environ deux mètres de hauteur, correspondant à 5 à 10 % de l'édifice initial. Aucune trace visible de clocher n'a été identifiée. 

## Personnalités liées à la localité
Balatoncsicsó est également le village natal de János Horváth (1769–1846), évêque de Székesfehérvár, conseiller secret du roi et membre honoraire de l'Académie hongroise des sciences.